# Kungälvs landsfiskalsdistrikt
Kungälvs landsfiskalsdistrikt var 1918–1964 ett landsfiskalsdistrikt i Göteborgs och Bohus län, bildat som Inlands södra landsfiskalsdistrikt när Sveriges indelning i landsfiskalsdistrikt trädde i kraft den 1 januari 1918, enligt beslut den 7 september 1917. När Sveriges nya indelning i landsfiskalsdistrikt trädde i kraft den 1 oktober 1941 (enligt kungörelsen den 28 juni 1941) ändrades distriktets namn till Kungälvs landsfiskalsdistrikt. Den 1 januari 1965 avskaffades i Sverige samtliga landsfiskaler och landsfiskalsdistrikt, och deras arbetsuppgifter delades upp på de nyskapade indelningarna polisdistrikt, åklagardistrikt och kronofogdedistrikt.
Landsfiskalsdistriktet låg under länsstyrelsen i Göteborgs och Bohus län.

## Ingående områden
Den 1 januari 1929 (enligt beslut den 14 maj 1926 och 7 oktober 1927) lades Kungälvs stad under landsfiskalsdistriktet i samtliga hänseenden förutom i åklagarhänseende, där staden hade en egen anställd stadsfiskal. När Sveriges nya indelning i landsfiskalsdistrikt trädde i kraft den 1 oktober 1941 (enligt kungörelsen den 28 juni 1941) ändrades situationen i staden så att den endast tillhörde landsfiskalsdistriktet i utsökningshänseende och behöll därmed en egen anställd stadsfiskal. När den nya indelningen trädde i kraft ändrades situationen i staden så att den endast tillhörde landsfiskalsdistriktet i utsökningshänseende och behöll därmed en egen anställd stadsfiskal. Från den 1 juli 1944 (enligt beslut den 30 juni 1944) tillfördes staden i alla hänseenden till landsfiskalsdistriktet. När Sveriges nya indelning i landsfiskalsdistrikt trädde i kraft den 1 januari 1952 (enligt kungörelsen 1 juni 1951) ändrades distriktets indelning genom kommunreformen 1952 samt tillförseln av den upplösta Rödbo landskommun från Hisings landsfiskalsdistrikt.

### Från 1918
Inlands Södre härad:
- Harestads landskommun
- Kareby landskommun
- Lycke landskommun
- Romelanda landskommun
- Torsby landskommun
- Ytterby landskommun

### Från 1929
- Kungälvs stad (åklagarmyndigheten i staden utövades av en där anställd stadsfiskal).[4]

Inlands Södre härad:
- Harestads landskommun
- Kareby landskommun
- Lycke landskommun
- Romelanda landskommun
- Torsby landskommun
- Ytterby landskommun

### Från 1 oktober 1941
- Kungälvs stad (polis- och åklagarmyndigheten i staden utövades av en där anställd stadsfiskal).[3]

Inlands Södre härad:
- Harestads landskommun
- Kareby landskommun
- Lycke landskommun
- Romelanda landskommun
- Torsby landskommun
- Ytterby landskommun

### Från 1 juni 1944
- Kungälvs stad

Inlands Södre härad:
- Harestads landskommun
- Kareby landskommun
- Lycke landskommun
- Romelanda landskommun
- Torsby landskommun
- Ytterby landskommun

### Från 1 januari 1952
- Kungälvs stad
- Hermansby landskommun
- Romelanda landskommun
- Ytterby landskommun